# Paolo Guastalvino
Paolo Guastalvino (Perugia, 23 giugno 1979) è un calciatore e allenatore di calcio italiano, allenatore e difensore del Villabiagio.

## Carriera
Cresciuto nel Perugia, società della sua città, debutta in prima squadra nella Serie B 1997-1998 totalizzando 4 presenze nella stagione culminata con la promozione dei grifoni in Serie A.
L'anno seguente passa all'Ancona in Serie C1 dove al secondo tentativo ottiene la promozione (tramite play-off) in Serie B, categoria nella quale milita coi dorici la stagione successiva.
Nel 2001 passa al Vicenza dove gioca per quattro campionati di Serie B.
In seguito avrà delle brevi esperienze con la Sambenedettese ed il Benevento, prima di passare nel 2006 al Foligno: con gli umbri vince la Serie C2 al primo colpo e poi milita in Serie C1 fino al 2010.
Nell'estate 2010 passa al Castel Rigone, squadra umbra di Serie D; nell'estate del 2012 passa alla Voluntas Spoleto, sempre in quinta serie.
Dopo la fine del contratto con la Voluntas Spoleto nell'estate del 2014 si lega al Villabiagio squadra umbra della frazione di Perugia neopromossa in Serie D.
In carriera ha totalizzato 94 presenze in Serie B.

## Palmarès

### Giocatore

#### Competizioni giovanili
- Campionato Primavera: 2

Perugia: 1995-1996, 1996-1997

#### Competizioni nazionali
- Serie C2: 1

Foligno: 2006-2007